# Paul-Kerschensteiner-Schule

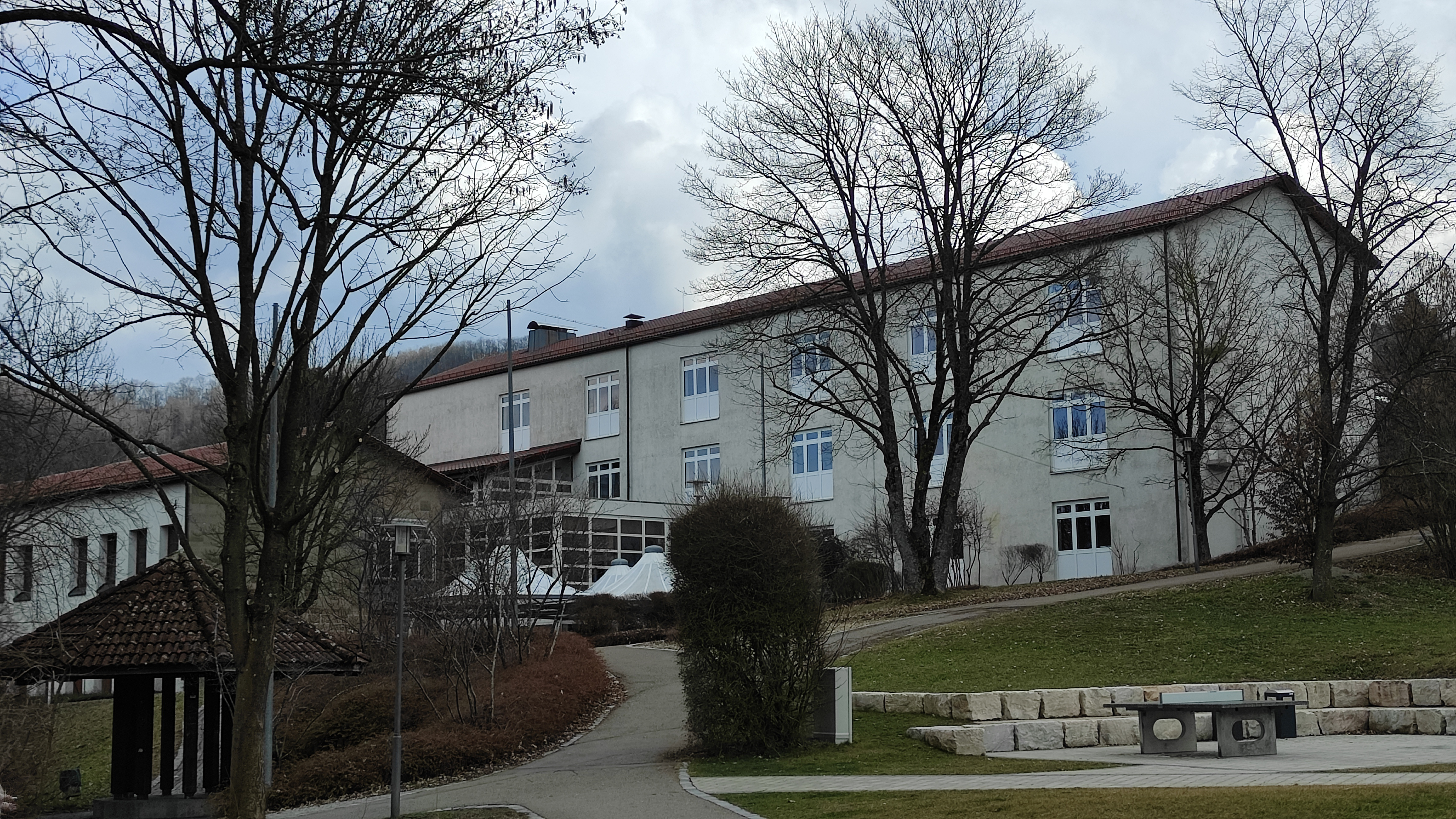
Pausenhof der Paul-Kerschensteiner-Schule in Bad Überkingen

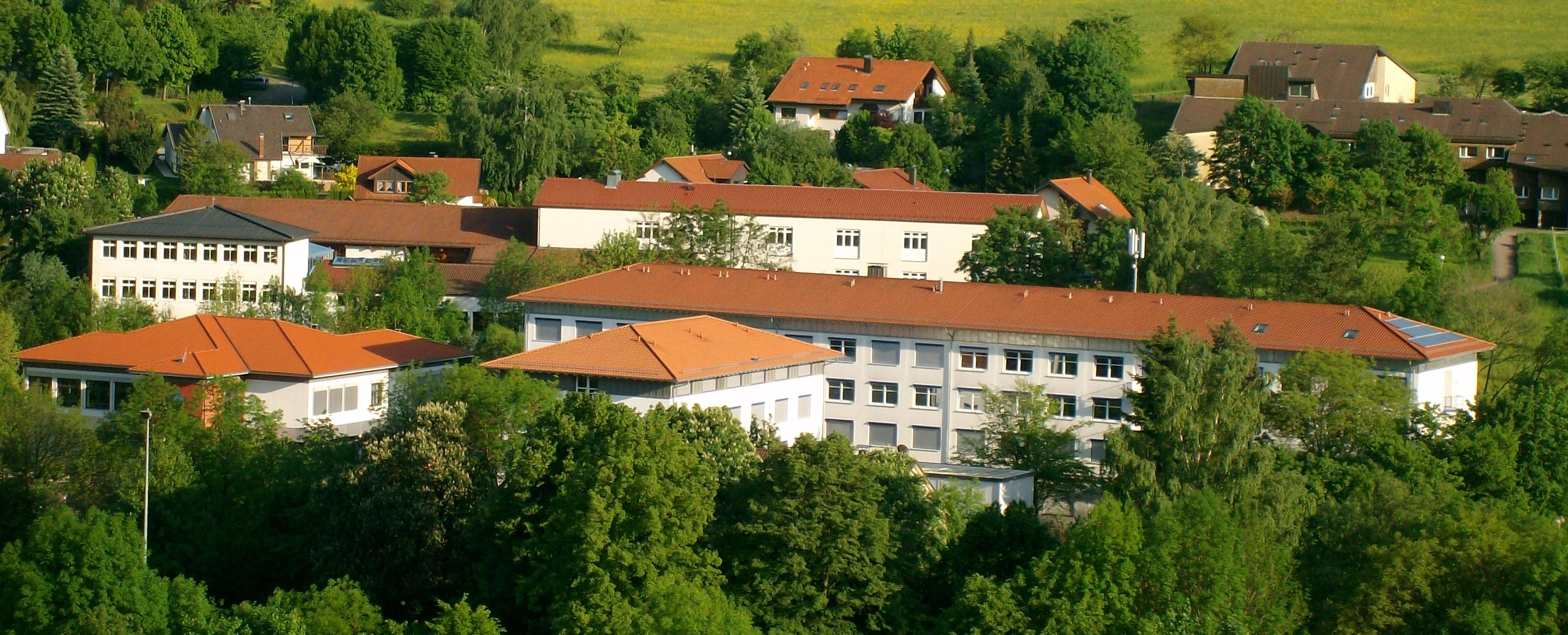
Blick auf die Schule mit dem vorgelagerten Internat und der DEHOGA-Akademie

Die Paul-Kerschensteiner-Schule ist eine Landesberufsschule für das Hotel- und Gaststättengewerbe in Bad Überkingen.

## Bildungsangebote

### Unabhängig vom Schulabschluss
- Koch/Köchin
- Restaurantfachmann/Restaurantfachfrau
- Hotelfachmann/Hotelfachfrau
- Fachmann/Fachfrau für Systemgastronomie

### Für Abiturienten
Speziell für Abiturienten werden Ausbildungsgänge angeboten, die eine attraktive Alternative zum Studium darstellen:
- Hotelfachleute mit Zusatzqualifikation Hotelmanagement: Ziel ist die Ausbildung von Hotelfachleuten mit hoher Kommunikations- und Managementkompetenz. Die Ausbildung befähigt die Schüler betriebswirtschaftliche Zusammenhänge im Unternehmen zu erkennen sowie Gäste aus dem In- und Ausland bedarfsgerecht zu betreuen. Absolventen dieses Ausbildungsganges haben zusätzlich die Möglichkeit innerhalb einer Weiterbildungsphase in Ländern der Europäischen Union die Zusatzqualifikation Europaqualifikation zu erhalten.

- Koch/Köchin bzw. Restaurantfachmann/Restaurantfachfrau mit Zusatzqualifikation Küchen- und Servicemanagement: Im Ausbildungsgang Küchen- und Servicemanagement erhalten Köche bzw. Restaurantfachleute mit Abitur die Möglichkeit eine hochqualifizierte Ausbildung zu absolvieren, die den Einstieg in Führungspositionen im Gastronomiebereich ermöglicht.

### Dreijähriges Berufskolleg in Teilzeitunterricht
Ab dem Schuljahr 2011/2012 bietet die Paul-Kerschensteiner-Schule ein dreijähriges Berufskolleg für Hotellerie und Gastronomie in  Teilzeitunterricht an. Der neu geschaffene Ausbildungsgang ist für Schülerinnen und Schüler  mit mittlerem Bildungsabschluss gedacht, die den Ausbildungsberuf  Hotelfachmann/-frau, Hotelkaufmann/-frau, Restaurantfachmann/-frau, Koch/Köchin, oder  Fachmann/-frau für Systemgastronomie erlernen möchten. Die Besonderheit ist, dass die Schülerinnen und Schüler neben der  Berufsausbildung die Möglichkeit haben die Fachhochschulreife zu  erwerben und den Abschluss „Staatlich geprüft(e)r Berufskollegiat(in)  Fachrichtung Hotellerie und Gastronomie“.

## Besonderheiten

### ICDL
Schüler können an der Paul-Kerschensteiner-Schule den ICDL, ein international anerkanntes Zertifikat für den Nachweis von IT-Kenntnissen, ablegen. Die Landesberufsschule ist seit Januar 2007 ICDL-Prüfungszentrum.

### Computertechnik, Computer-Unterricht
Im Computer-Unterricht wird die Lernplattform Moodle eingesetzt. Mit der Open-Source-Software werden kooperative Lehr- und Lernmethoden umgesetzt. Als Schulserver-Software wird seit mehreren Jahren IServ genutzt. IServ ist ein auf Debian basierender, kostenpflichtiger Schulserver, der den Aufbau eines Schulnetzwerks inklusive Webportal ermöglicht.
In den Jahren 2014 und 2021 wurde das vorhandene WLAN erneuert und den Schülern und allen Lehrpersonen die Möglichkeit gegeben, dieses Funknetz auch mit eigenen Geräten zu nutzen (BYOD).

### Mobile Endgeräte an der PKS
Seit Herbst 2016 bekamen alle Lehrpersonen das Angebot, ein mobiles Endgerät (iPads) für den Unterricht zu erhalten, falls sie sich bereit erklärten an Fortbildungen teilzunehmen. In drei Abschnitten geschah dies und die Endgeräte wurden übergeben. iPad. Seit 2018 gibt es auch Klassen im Berufskolleg und JRE (Jeunes Restaurateurs), die mit iPads ausgestattet wurden. Seit Herbst 2021 wird auch die Umwelt-AG der Schule mit mobilen Endgeräten ausgestattet. Inzwischen werden etwa 300 mobile Geräte von der PKS verwaltet. Zur Verwaltung von iPads, Macs und Apple TVs wird JAMF pro eingesetzt.

### Förderverein
Der Förderverein der Landesberufsschule Bad Überkingen hat das Ziel schulische Belange zu fördern und seine Mitglieder in Zusammenarbeit mit der Berufsschule in ihrer Fortbildung zu unterstützen. Seine Aufgabe ist es, den Aufbau der Berufsschule in Bad Überkingen zu einer leistungsfähigen Schule zu fördern und für alle Beteiligten eine Gemeinschaft im Hinblick auf berufliche Fortbildung herzustellen und zu pflegen.

## Geschichte
1951 begann die Einrichtung einer Internatsschule im Bad Hotel Bad Überkingen für Köche und Kellner. In Württemberg und Nordbaden gab es rund 250 Auszubildende in gastronomischen Berufen. Die Trägerschaft hatte die Stadt Stuttgart (Gewerbliche Schule Im Hoppenlau) und Eigentümer war der Wohlfahrtsverein des Hotel- und Gaststättenverbandes Baden-Württemberg.
1964 wurde für 1500 Schüler ein Schulgebäude in den Gassenäckern gebaut. Vorher fand der Unterricht im Bad-Hotel statt.
1978 kam es zur Gründung des Fördervereins. Neu an der Schule war der zweijährige Ausbildungsberuf Hotel- und Gaststättengehilfe.
1980 erfolgte die Beschulung des Ausbildungsberufes Hotel- und Gaststättengehilfe/-in. Gleichzeitig gab es eine Änderung der Einzugsbereiche, der Regierungsbezirk Nordbaden wurde abgegeben. Aus der Berufsbezeichnung Kellner wurde Restaurantfachmann/Restaurantfachfrau und aus Hotel- und Gaststättengehilfe/-in wurde Hotelfachmann/Hotelfachfrau. Bereits 1985 erhöhte sich die Schülerzahl auf über 2000. Es entstand ein Erweiterungsbau. 1987 wurde der Verein Ehemaliger Schüler gegründet.
Ab 1992 entstand ein neues Bildungsangebot für Abiturienten. Im Rahmen der Ausbildung zum Koch/zur Köchin bzw. zum Restaurantfachmann/zur Restaurantfachfrau wird die Zusatzqualifikation „Küchen- und Servicemanagement“ angeboten. 1996 kam für den Beruf Hotelfachmann/Hotelfachfrau die Zusatzqualifikation „Hotelmanagement“ als weiteres Angebot für Abiturienten hinzu. Dieses Angebot eröffnet die Möglichkeit, die Qualifikation „Hotelfachmann/Hotelfachfrau mit Europaqualifikation“ zu erwerben (Näheres siehe Bildungsangebote und Quellenangaben weiter unten).
1998 war die Einweihung des zweiten Erweiterungsbaus.
Im Jahr 2000 wurde die Sanierung des Altbaus von 1964 abgeschlossen. 2001 hieß es dann „50 Jahre Landesberufsschule“. 2005 begann die Beschulung des Ausbildungsberufes Fachmann/Fachfrau für Systemgastronomie.
Am 16. Februar 2006 empfing die Schule den baden-württembergischen Ministerpräsidenten Günther Oettinger.
Die Schule wurde 2007 Prüfungszentrum für den Europäischen Computerführerschein ICDL.
Bis 2009 stieg die Schülerzahl auf etwa 2.400. Die Unterrichtsversorgung kann nur noch durch ausgelagerte Klassenzimmer erreicht werden. Neben der Anmietung von vier Klassenzimmern im Internat des Gaststättenverbandes bzw. im Feuerwehrhaus von Bad Überkingen wurden 2008 zwei weitere Klassenzimmer in Containerbauweise erstellt. Um auch im Praktischen und Technischen Unterricht die hohe Qualität des Unterrichtes sicherzustellen, wurden im Jahre 2009 eine zusätzliche Küche und ein weiterer Computer-Raum eingerichtet.

## Namensgeber
Paul Kerschensteiner (1934–1995) war Schüler des ersten Unterrichtsblockes an der Landesberufsschule im Jahre 1951. Später setzte er sich als Mitglied im Vorstand des Wohlfahrtvereins für die Entwicklung der Landesberufsschule Bad Überkingen und des angeschlossenen Internats ein. Zuschüsse des Wohlfahrtsvereins für die Erweiterung der Schule sind seinem Engagement zu verdanken.
Anlässlich seines 60. Geburtstages gründete der 1989 zum Präsidenten des Hotel- und Gaststättenverbandes Baden-Württemberg gewählte Kerschensteiner eine Stiftung. Das Stiftungsvermögen dient dazu, die Arbeit von Schule und Internat zu unterstützen.